# Javanshir (fils de Khosro II)
Pour l’article homonyme, voir Javanshir (homonymie).

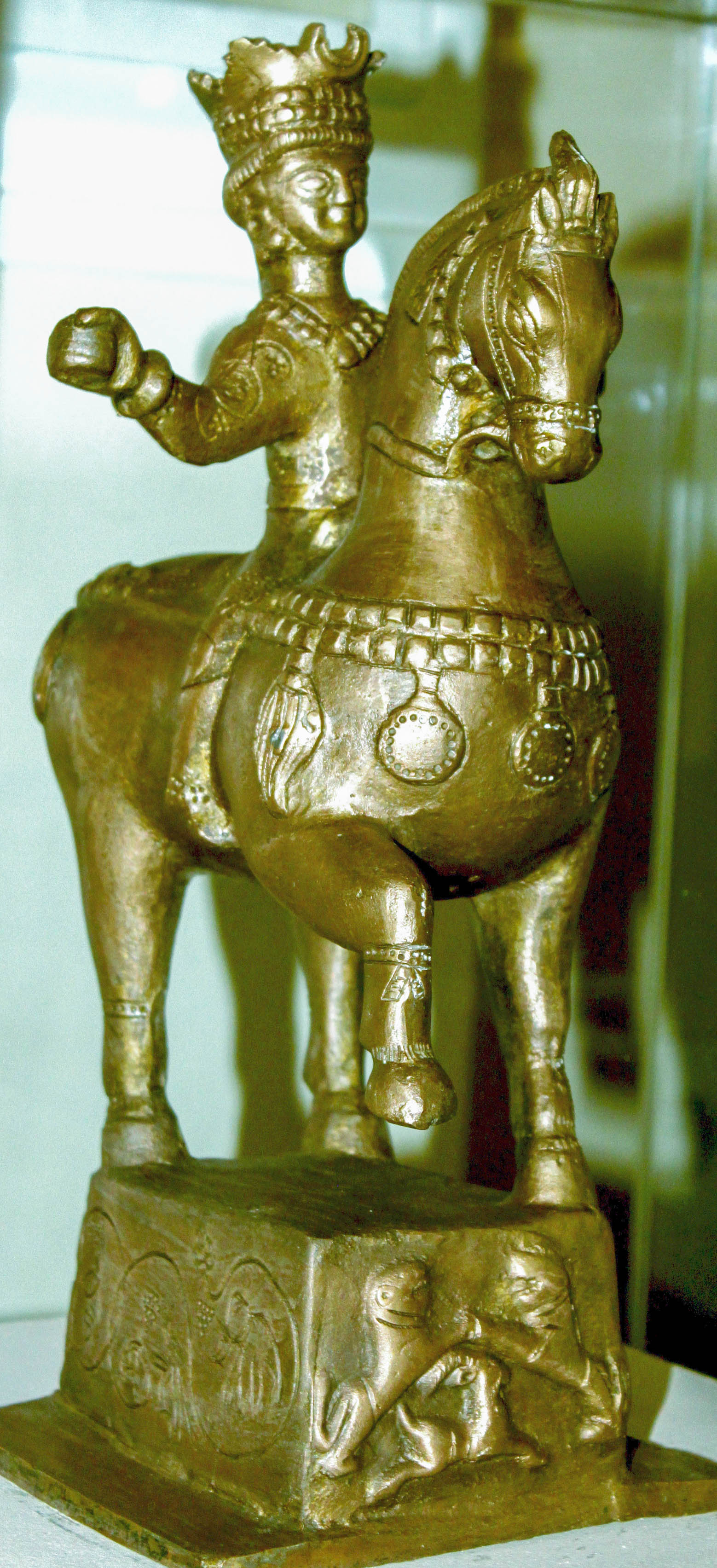
copie de Statue du roi albanais du Caucase Javanshir, VIIe siècle

Javanshir ou Juvān Shir (mort en 630) est un prétendant sassanide en 630.

## Contexte
Selon Mirkhond, après le meurtre de Schahr-Barâz en juin 630, les nobles de Perse placent sur le trône Juvān Shir (c'est-à-dire « Jeune Lion »), fils de Khosro II et de « Kazdamah » c'est-à-dire Gordiya, la sœur-épouse de Vahram VI ; « un an après », en réalité sans doute dans la même année, il meurt et faute d'autre héritier mâle, ils appellent au trône Bûrândûkht, la fille aînée de Khosro II.